# مغامرات كوكو (فلم)
مغامرات كوكو هو فيلمٌ مصريٌ أُنتج عام 2023. وهو من ضمن أفلام عيد الفطر 1444 هـ.

## قصة الفيلم
دكتور فوزي (خالد الصاوي) طبيب بيطري يستطيع التحدث مع الحيوانات. يدخل في صراع مع كوكو (بيومي فؤاد).

## استقبال الفيلم
احتل الفيلم ترتيبا متأخراً بن أفلام العيد حسب الإيرادات، حيث حقق 2,353,000 جنيه بعد حوالي عشرة أيام من العرض.